# Charalampos Chantzopoulos
Charalampos Prokopios Chantzopoulos (griechisch Χαράλαμπος Προκόπιος Χαντζόπουλος; * 8. Juli 1994 in Bielefeld) ist ein griechischer Fußballspieler.

## Karriere
Der Innenverteidiger Charalampos Chantzopoulos begann seine Karriere beim Bielefelder Stadtteilverein VfL Theesen und wechselte als A-Jugendlicher zum Lokalrivalen VfR Wellensiek. Dort rückte er bereits mit 18 Jahren in die erste Mannschaft auf, die im Jahre 2013 den Aufstieg in die Landesliga schaffte. Ein Jahr später wechselte Chantzopoulos zu Arminia Bielefeld II in die Oberliga Westfalen, für die er in 37 Spielen ein Tor erzielte. Zwei Jahre später folgte dann der Transfer zum Ligarivalen FC Gütersloh 2000, für den er 20 Mal auflief. Im Januar 2017 ging Chantzopoulos nach Finnland zu FF Jaro. Für den Zweitligisten spielte er 29 Mal und erzielte ein Tor. Sein Vertrag lief am Jahresende aus und wurde nicht verlängert. Nachdem er sich zunächst beim deutschen Drittligisten FSV Zwickau vorgestellt hatte, nahm ihn im Februar 2018 der Ligarivale FC Rot-Weiß Erfurt unter Vertrag.
Am 16. März 2018 gab Chantzopoulos sein Drittligadebüt bei der 2:4-Niederlage der Erfurter beim SV Wehen Wiesbaden. Nach dem Abstieg der Erfurter kehrte er nach Finnland zurück und schloss sich dem Zweitligisten Kokkolan Palloveikot. Mit dieser Mannschaft wurde Chatzopoulos 2018 Vizemeister und setzte sich in der folgenden Relegation gegen Turku PS. Damit schaffte Kokkolan den Aufstieg in die erstklassige Veikkausliiga. Anschließend verbrachte er die Saison 2020 beim US-amerikanischen Verein Sacramento Republic in der USL Championship und kehrte dann wieder nach Kokkola zurück.